# 布罗科蓬多
布罗科蓬多是位于苏里南东北部的一座城市，布罗科蓬多区的首府，位于苏里南河西岸，布罗科蓬多水库（布罗梅斯泰恩教授湖）北岸，属热带雨林气候。2003年时全市人口约2.4万人，居民多为逃亡黑奴后裔，铝土、林业资源丰富，有公路连接首都。其南部的布罗科蓬多水库水产业发达，城市附近亦有苏里南河上的菲德拉大坝和阿福巴卡水电站。